# Pierre Grimal
Pierre Grimal   (15è districte de París, 21 de novembre de 1912 - 5è districte de París, 2 de novembre de 1996) va ser un llatinista francès.
Especialista en llengua, literatura i filologia llatines i en civilització romana, reconegut sobre el pla internacional, va contribuir a promoure el coneixement de l'herència cultural de la Roma antiga, tant per als especialistes com per al gran públic, amb obres com ara el Diccionari de mitologia grega i romana (1951).

## Biografia
Admès a l'Escola normal superior l'any 1932, rebut tercer a l'agregació de lletres clàssiques l'any 1935, va ser membre de l'Escola francesa de Roma (1935-1937). Va ensenyar al liceu de Rennes, i posteriorment, com professor de llengua i de civilització llatines, a les facultats de Caen i Bordeus (de 1945 a 1954), i finalment a Paris-Sorbonne (París IV) durant trenta anys (entre 1952 i 1982). Va ser elegit l'any 1977 com a membre de l'Académie des inscriptions et belles-lettres, de la que n'obtingué la presidència l'any 1985,.
És l'autor molts estudis sobre la civilització romana, de la qual diversos volums a la col·lecció Que sais-je ?, així com de traduccions d'autors clàssics llatins (Ciceró, Sèneca el Jove, Tàcit, Plaute, Terenci, Petroni). Al jubilar-se, va publicar també biografies i les ficcions històriques novel·lades (Memòries de T. Pomponius Atticus, Memòries d'Agripina, El procés de Neró), destinades al gran públic.
Va rebre, com a més notori, el Gran premi Gobert de l'Acadèmia francesa l'any 1987. Durant la seva vida va militar, amb la seva col·lega Jacqueline de Romilly, per la salvaguarda de l'ensenyament de les humanitats a l'ensenyament secundari. Va defensar i promoure la llengua francesa en tant que membre del Comitè d'honor de l'«Associació per a la salvaguarda i l'expansió de la llengua francesa» (ASSELAF), conjuntament amb Philippe de Sant Robert, Roger Minne, Christian de Duve o Maurice Rheims. Va participar en la promoció de la cultura llatina amb l'associació Vita Latina així com amb l'associació internacional Academia Latinitati Fovendae (ALF) amb seu a Roma i de la qual va ser un dels nombrosos cofundadors l'any 1967. Aquesta última té per objectiu difondre la cultura llatina tot posant al dia la llengua d'acord amb les condicions modernes. Va ser director de la publicació de la Revue des études latines entre 1977 i 1989.